# Le Plessier-sur-Saint-Just
Le Plessier-sur-Saint-Just är en kommun i departementet Oise i regionen Hauts-de-France i norra Frankrike. Kommunen ligger i kantonen Saint-Just-en-Chaussée som tillhör arrondissementet Clermont. År 2022 hade Le Plessier-sur-Saint-Just 539 invånare.

## Befolkningsutveckling
Antalet invånare i kommunen Le Plessier-sur-Saint-Just
| Referens: INSEE |